# Hydropsyche hamifera
Hydropsyche hamifera är en nattsländeart som beskrevs av Georg Ulmer 1905. Hydropsyche hamifera ingår i släktet Hydropsyche och familjen ryssjenattsländor. Inga underarter finns listade i Catalogue of Life.